# 鲍里斯·莫鲁科夫
鲍里斯·弗拉基米罗维奇·莫鲁科夫（俄语：Бори́с Влади́мирович Моруков，1950年10月1日—2015年1月1日）是俄罗斯宇航员和太空医生。

## 早年
1950年10月1日出生于莫斯科。1973年毕业于第二莫斯科国立医学研究所（现俄罗斯国立医学研究大学）。
1973年至1975年在俄羅斯科學院生物医学问题研究所担任实验室助理。1984年4月成为高级研究员。

## 宇航员生涯
1989年成为宇航员候选人。在1990年10月至1992年2月间，在加加林宇航员培训中心接受训练，通过考试后获得测试宇航员资格。2000年9月8日至20日，他和其他6名宇航员乘坐亚特兰蒂斯号航天飞机前往国际空间站，在太空累计停留了11天19小时10分。

## 退役后
2006年12月，时任俄罗斯科学院医学生物问题研究所副所长的鲍里斯·莫鲁科夫被任命为火星飞行地面模拟试验志愿者选拔委员会主席。2010年成为火星-500模拟项目总负责人。2015年1月1日晚在莫斯科逝世。

## 荣誉
- 二级祖国功勋奖章（1996年）[1]
- 美國宇航局太空飛行獎章（2000年）
- 俄罗斯联邦宇航员荣誉称号（2001年）
- 太空探索優異獎章（2011年）[5]
  - 莫鲁科夫是唯一一位没有获得俄罗斯联邦英雄荣誉称号的俄罗斯宇航员[6]。